# 富埃爾特河
富埃爾特河是墨西哥的河流，位於該國西北部，河道全長290公里，由錫那羅亞州負責管轄，發源自西馬德雷山脈，最終在洛斯莫奇斯以西43公里注入加利福尼亞灣。
25°48′N 109°25′W / 25.800°N 109.417°W